# ATC код S
|  |  | Інформація, розміщена на даній сторінці служить тільки для ознайомлення. Займатись самолікуванням без медичної освіти, категорично забороняється. |

## (S) Лікарські засоби для лікування захворювань органів чуттів
АТХ код S (англ. ATC code S), «Препарати для лікування захворювань органів чуттів» — розділ системи літеро-цифрових кодів Анатомічно-терапевтично-хімічної класифікації, розроблений Всесвітньою організацією охорони здоров'я для класифікації ліків та інших медичних продуктів застосовуваних людьми. Подібну структуру мають також коди ветеринарного застосування (АТХвет коди), які побудовані шляхом розміщення літери Q перед відповідним людським АТХ кодом (наприклад: QA04…) та містяться в окремому списку. Національні АТХ-класифікації по кожній країні можуть дещо відрізнятися та зазвичай включають додаткові коди.

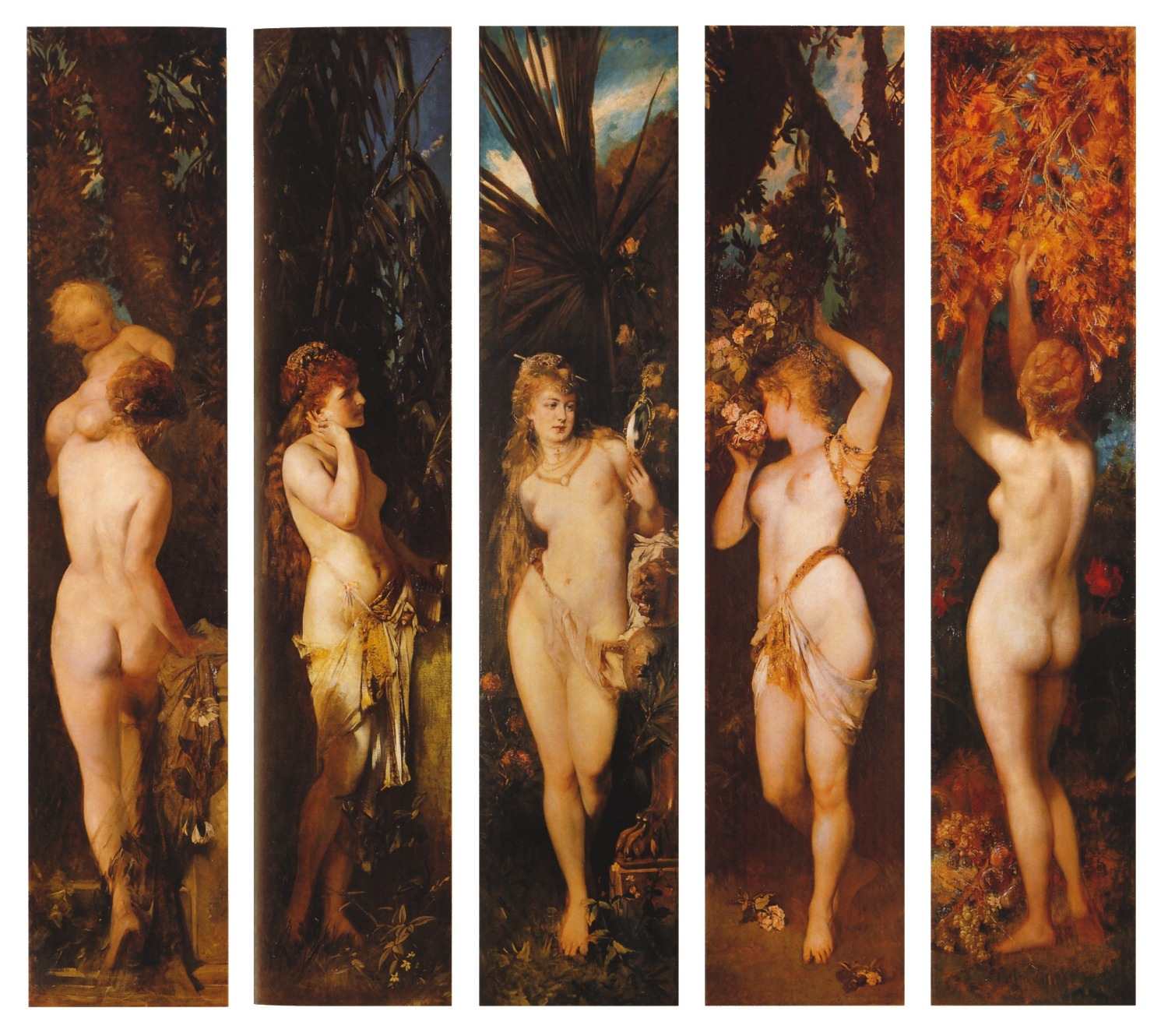
Алегорична картина «П'ять відчуттів» (зліва на право: дотик, слух, зір, нюх і смак), Ганс Макарт, 1884

### (S01) Препарати для лікуваннязахворювань очей[офтальмологічні препарати]
| (S01A)    | Протиінфекційні препарати                                                   |
| (S01AA)   | Антибіотики                                                                 |
| (S01AA01) | Хлорамфенікол                                                               |
| (S01AA02) | Хлортетрациклін                                                             |
| (S01AA03) | Неоміцин                                                                    |
| (S01AA04) | Окситетрациклін                                                             |
| (S01AA05) | Тиротрицин                                                                  |
| (S01AA07) | Фраміцетин                                                                  |
| (S01AA09) | Тетрациклін                                                                 |
| (S01AA10) | Натаміцин                                                                   |
| (S01AA11) | Гентаміцин                                                                  |
| (S01AA12) | Тобраміцин                                                                  |
| (S01AA13) | Фузидова кислота                                                            |
| (S01AA14) | Бензилпеніцилін                                                             |
| (S01AA15) | Дигідрострептоміцин                                                         |
| (S01AA16) | Рифаміцин                                                                   |
| (S01AA17) | Еритроміцин                                                                 |
| (S01AA18) | Поліміксин B                                                                |
| (S01AA19) | Ампіцилін                                                                   |
| (S01AA20) | Антибіотики в комбінації з іншими лікарськими засобами                      |
| (S01AA21) | Амікацин                                                                    |
| (S01AA22) | Мікрономіцин                                                                |
| (S01AA23) | Нетилміцин                                                                  |
| (S01AA24) | Канаміцин                                                                   |
| (S01AA25) | Азидамфенікол                                                               |
| (S01AA26) | Азитроміцин                                                                 |
| (S01AA27) | Цефуроксим                                                                  |
| (S01AA30) | Комбінації різних антибіотиків                                              |
| (S01AB)   | Сульфаніламідні препарати                                                   |
| (S01AB01) | Сульфаметизол                                                               |
| (S01AB02) | Сульфафуразол                                                               |
| (S01AB03) | Сульфадикрамід                                                              |
| (S01AB04) | Сульфацетамід                                                               |
| (S01AB05) | Сульфафеназол                                                               |
| (S01AD)   | Антивірусні препарати                                                       |
| (S01AD01) | Ідоксурідин                                                                 |
| (S01AD02) | Тріфлурідин                                                                 |
| (S01AD03) | Ацикловір                                                                   |
| (S01AD05) | Інтерферони                                                                 |
| (S01AD06) | Відарабін                                                                   |
| (S01AD07) | Фамцикловір                                                                 |
| (S01AD08) | Фомівірсен                                                                  |
| (S01AD09) | Ганцикловір                                                                 |
| (S01AE)   | Фторхінолони                                                                |
| (S01AE01) | Офлоксацин                                                                  |
| (S01AE02) | Норфлоксацин                                                                |
| (S01AE03) | Ципрофлоксацин                                                              |
| (S01AE04) | Ломефлоксацин                                                               |
| (S01AE05) | Левофлоксацин                                                               |
| (S01AE06) | Гатіфлоксацин                                                               |
| (S01AE07) | Моксифлоксацин                                                              |
| (S01AE08) | Безифлоксацин                                                               |
| (S01AX)   | Інші протиінфекційні препарати                                              |
| (S01AX01) | Сполуки ртуті                                                               |
| (S01AX02) | Сполуки срібла                                                              |
| (S01AX03) | Сполуки цинку                                                               |
| (S01AX04) | Нітрофурал                                                                  |
| (S01AX05) | Біброкатол                                                                  |
| (S01AX06) | Резорцинол                                                                  |
| (S01AX07) | Тетраборат натрію                                                           |
| (S01AX08) | Гексамідин                                                                  |
| (S01AX09) | Хлоргексидин                                                                |
| (S01AX10) | Пропіонат натрію                                                            |
| (S01AX14) | Дібромпропамідин                                                            |
| (S01AX15) | Пропамідин                                                                  |
| (S01AX16) | Піклоксідин                                                                 |
| (S01AX18) | Повідон-йод                                                                 |
| (S01B)    | Протизапальні засоби                                                        |
| (S01BA)   | Кортикостероїди, прості                                                     |
| (S01BA01) | Дексаметазон                                                                |
| (S01BA02) | Гідрокортизон                                                               |
| (S01BA03) | Кортизон                                                                    |
| (S01BA04) | Преднізолон                                                                 |
| (S01BA05) | Триамцинолон                                                                |
| (S01BA06) | Бетаметазон                                                                 |
| (S01BA07) | Флуорометолон                                                               |
| (S01BA08) | Медрізон                                                                    |
| (S01BA09) | Клобетазон                                                                  |
| (S01BA10) | Алклометазон                                                                |
| (S01BA11) | Десонід                                                                     |
| (S01BA12) | Формокортал                                                                 |
| (S01BA13) | Римексолон                                                                  |
| (S01BA14) | Лотепреднол                                                                 |
| (S01BA15) | Флуоцинолона ацетонід                                                       |
| (S01BB)   | Кортикостероїди та мідріатики в комбінації                                  |
| (S01BB01) | Гідрокортизон та мідріатики                                                 |
| (S01BB02) | Преднізолон та мідріатики                                                   |
| (S01BB03) | Флуорометолон та мідріатики                                                 |
| (S01BB04) | Бетаметазон та мідріатики                                                   |
| (S01BC)   | Протизапальні засоби, нестероїдні                                           |
| (S01BC01) | Індометацин                                                                 |
| (S01BC02) | Оксифенбутазон                                                              |
| (S01BC03) | Диклофенак                                                                  |
| (S01BC04) | Флурбіпрофен                                                                |
| (S01BC05) | Кеторолак                                                                   |
| (S01BC06) | Піроксикам                                                                  |
| (S01BC07) | Бендазак                                                                    |
| (S01BC08) | Саліцилова кислота                                                          |
| (S01BC09) | Пранопрофен                                                                 |
| (S01BC10) | Непафенак                                                                   |
| (S01BC11) | Бромфенак                                                                   |
| (S01C)    | Протизапальні засоби та протиінфекційні препарати в комбінації              |
| (S01CA)   | Кортикостероїди та протиінфекційні препарати в комбінації                   |
| (S01CA01) | Дексаметазон та протиінфекційні препарати                                   |
| (S01CA02) | Преднізолон та протиінфекційні препарати                                    |
| (S01CA03) | Гідрокортизон та протиінфекційні препарати                                  |
| (S01CA04) | Флуокортолон та протиінфекційні препарати                                   |
| (S01CA05) | Бетаметазон та протиінфекційні препарати                                    |
| (S01CA06) | Флудрокортизон та протиінфекційні препарати                                 |
| (S01CA07) | Флуорометолон та протиінфекційні препарати                                  |
| (S01CA08) | Метилпреднізолон та протиінфекційні препарати                               |
| (S01CA09) | Хлоропреднізон та протиінфекційні препарати                                 |
| (S01CA10) | Флуоцинолона ацетонід та протиінфекційні препарати                          |
| (S01CA11) | Клобетазон та протиінфекційні препарати                                     |
| (S01CB)   | Кортикостероїди/протиінфекційні препарати/мідріатики в комбінації           |
| (S01CB01) | Дексаметазон                                                                |
| (S01CB02) | Преднізолон                                                                 |
| (S01CB03) | Гідрокортизон                                                               |
| (S01CB04) | Бетаметазон                                                                 |
| (S01CB05) | Флуорометолон                                                               |
| (S01CC)   | Протизапальні засоби, нестероїдні та протиінфекційні препарати в комбінації |
| (S01CC01) | Диклофенак та протиінфекційні препарати                                     |
| (S01CC02) | Індометацин та протиінфекційні препарати                                    |
| (S01E)    | Препарати для лікування глаукоми та міозу                                   |
| (S01EA)   | Симпатоміметичні препарати при терапії глаукоми                             |
| (S01EA01) | Епінефрин                                                                   |
| (S01EA02) | Дипівефрін                                                                  |
| (S01EA03) | Апраклонідин                                                                |
| (S01EA04) | Клонідин                                                                    |
| (S01EA05) | Бримонідин                                                                  |
| (S01EA51) | Епінефрин, комбінації                                                       |
| (S01EB)   | Парасимпатоміметичні препарати                                              |
| (S01EB01) | Пілокарпін                                                                  |
| (S01EB02) | Карбахол                                                                    |
| (S01EB03) | Екотіопат                                                                   |
| (S01EB04) | Демекарія                                                                   |
| (S01EB05) | Фізостигмін                                                                 |
| (S01EB06) | Неостигмін                                                                  |
| (S01EB07) | Флуостигмін                                                                 |
| (S01EB08) | Ацеклідин                                                                   |
| (S01EB09) | Ацетилхолін                                                                 |
| (S01EB10) | Параоксон                                                                   |
| (S01EB51) | Пілокарпін, комбінації                                                      |
| (S01EB58) | Ацеклідин, комбінації                                                       |
| (S01EC)   | Інгібітори карбоангідразу                                                   |
| (S01EC01) | Ацетазоламід                                                                |
| (S01EC02) | Диклофенамід                                                                |
| (S01EC03) | Дорзоламід                                                                  |
| (S01EC04) | Брінзоламід                                                                 |
| (S01EC05) | Метазоламід                                                                 |
| (S01EC54) | Брінзоламід, комбінації                                                     |
| (S01ED)   | Бета-блокатор                                                               |
| (S01ED01) | Тимолол                                                                     |
| (S01ED02) | Бетаксолол                                                                  |
| (S01ED03) | Левобунолол                                                                 |
| (S01ED04) | Метипранолол                                                                |
| (S01ED05) | Картеолол                                                                   |
| (S01ED06) | Бефунолол                                                                   |
| (S01ED51) | Тимолол, комбінації                                                         |
| (S01ED52) | Бетаксолол, комбінації                                                      |
| (S01ED54) | Метипранолол, комбінації                                                    |
| (S01ED55) | Картеолол, комбінації                                                       |
| (S01EE)   | Аналоги простагландинів                                                     |
| (S01EE01) | Латанопрост                                                                 |
| (S01EE02) | Унопростон                                                                  |
| (S01EE03) | Біматопрост                                                                 |
| (S01EE04) | Травопрост                                                                  |
| (S01EE05) | Тафлупрост                                                                  |
| (S01EX)   | Інші препарати для лікування глаукоми                                       |
| (S01EX01) | Гуанетидин                                                                  |
| (S01EX02) | Дапіпразол                                                                  |
| (S01F)    | Мідріатики та препарати для лікування циклоплегії                           |
| (S01FA)   | Антихолінергічні зазоби                                                     |
| (S01FA01) | Атропін                                                                     |
| (S01FA02) | Скополамін                                                                  |
| (S01FA03) | Метилскополамін                                                             |
| (S01FA04) | Циклопентолат                                                               |
| (S01FA05) | Гоматропін                                                                  |
| (S01FA06) | Тропікамід                                                                  |
| (S01FA54) | Циклопентолат, комбінації                                                   |
| (S01FA56) | Тропікамід, комбінації                                                      |
| (S01FB)   | Симпатоміметичні препарати, за винятком препаратів для лікування глаукоми   |
| (S01FB01) | Фенілефрин                                                                  |
| (S01FB02) | Ефедрин                                                                     |
| (S01FB03) | Ібопамін                                                                    |
| (S01G)    | Протиконгестивний засіб та антиалергени                                     |
| (S01GA)   | Симпатоміметичні препарати, що використовуються як протиконгестивні засоби  |
| (S01GA01) | Нафазолін                                                                   |
| (S01GA02) | Тетризолін                                                                  |
| (S01GA03) | Ксилометазолін                                                              |
| (S01GA04) | Оксиметазолін                                                               |
| (S01GA05) | Фенілефрін                                                                  |
| (S01GA06) | Окседрин                                                                    |
| (S01GA51) | Нафазолін, комбінації                                                       |
| (S01GA52) | Тетризолін, комбінації                                                      |
| (S01GA53) | Ксилометазолін, комбінації                                                  |
| (S01GA55) | Фенілефрін, комбінації                                                      |
| (S01GA56) | Окседрин, комбінації                                                        |
| (S01GX)   | Інші антиалергени                                                           |
| (S01GX01) | Кромогліцієва кислота                                                       |
| (S01GX02) | Левокабастин                                                                |
| (S01GX03) | Спаглумічна кислота                                                         |
| (S01GX04) | Недокроміл                                                                  |
| (S01GX05) | Лодоксамід                                                                  |
| (S01GX06) | Емедастин                                                                   |
| (S01GX07) | Азеластин                                                                   |
| (S01GX08) | Кетотифен                                                                   |
| (S01GX09) | Олопатадин                                                                  |
| (S01GX10) | Епінастин                                                                   |
| (S01GX11) | Алкафтадин                                                                  |
| (S01GX51) | Кромогліцієва кислота, комбінації                                           |
| (S01H)    | Місцеві анестетики                                                          |
| (S01HA)   | Місцеві анестетики                                                          |
| (S01HA01) | Кокаїн                                                                      |
| (S01HA02) | Оксибупрокаїн                                                               |
| (S01HA03) | Тетракаїн                                                                   |
| (S01HA04) | Проксиметакаїн                                                              |
| (S01HA05) | Прокаїн                                                                     |
| (S01HA06) | Цинхокаїн                                                                   |
| (S01HA07) | Лідокаїн                                                                    |
| (S01HA30) | Комбінації                                                                  |
| (S01J)    | Діагностичні засоби                                                         |
| (S01JA)   | Барвники                                                                    |
| (S01JA01) | Флуоресцеїн                                                                 |
| (S01JA02) | Бенгалроза натрію                                                           |
| (S01JA51) | Флуоресцеїн, комбінації                                                     |
| (S01JX)   | Інші офтальмологічні діагностичні засоби                                    |
| (S01K)    | Хірургічні засоби                                                           |
| (S01KA)   | В'язкоеластичні речовини                                                    |
| (S01KA01) | Гіалуронова кислота                                                         |
| (S01KA02) | Гіпромелоза                                                                 |
| (S01KA51) | Гіалуронова кислота, комбінації                                             |
| (S01KX)   | Інші хірургічні засоби                                                      |
| (S01KX01) | Хімотрипсин                                                                 |
| (S01L)    | Препарати для лікування очно-судинних захворювань                           |
| (S01LA)   | Протинеоваскуляризаційні засоби                                             |
| (S01LA01) | Вертепорфін                                                                 |
| (S01LA02) | Анекортав                                                                   |
| (S01LA03) | Пегаптаніб                                                                  |
| (S01LA04) | Ранібізумаб                                                                 |
| (S01LA05) | Афліберцепт                                                                 |
| (S01X)    | Інші офтальмологічні препарати                                              |
| (S01XA)   | Інші офтальмологічні препарати                                              |
| (S01XA01) | Гуаязулен                                                                   |
| (S01XA02) | Ретинол                                                                     |
| (S01XA03) | Хлорид натрію, гіпертонічний                                                |
| (S01XA04) | Йодид калію                                                                 |
| (S01XA05) | Едетат натрію                                                               |
| (S01XA06) | Етилморфін                                                                  |
| (S01XA07) | Галуни                                                                      |
| (S01XA08) | Ацетилцистеїн                                                               |
| (S01XA09) | Йодогепаринат                                                               |
| (S01XA10) | Інозин                                                                      |
| (S01XA11) | Нандролон                                                                   |
| (S01XA12) | Декспантенол                                                                |
| (S01XA13) | Альтеплаза                                                                  |
| (S01XA14) | Гепарин                                                                     |
| (S01XA15) | Аскорбінова кислота                                                         |
| (S01XA18) | Циклоспорин                                                                 |
| (S01XA19) | Лімб рогівки стовбурових клітин, аутологічні                                |
| (S01XA20) | Штучні сльози та інші нейтральні [індиферентні] препарати                   |
| (S01XA21) | Меркаптамін                                                                 |
| (S01XA22) | Окрипластин                                                                 |

### (S02) Препарати для лікуваннязахворювань вуха[отологічні препарати]
| (S02A)    | Протиінфекційні препарати                                 |
| (S02AA)   | Протиінфекційні препарати                                 |
| (S02AA01) | Хлорамфенікол                                             |
| (S02AA02) | Нітрофурал                                                |
| (S02AA03) | Борна кислота                                             |
| (S02AA04) | Ацетотартрат алюмінію                                     |
| (S02AA05) | Кліоквінол                                                |
| (S02AA06) | Гідроген пероксид                                         |
| (S02AA07) | Неоміцин                                                  |
| (S02AA08) | Тетрациклін                                               |
| (S02AA09) | Хлоргексідин                                              |
| (S02AA10) | Оцтова кислота                                            |
| (S02AA11) | Поліміксин B                                              |
| (S02AA12) | Рифаміцин                                                 |
| (S02AA13) | Міконазол                                                 |
| (S02AA14) | Гентаміцин                                                |
| (S02AA15) | Ципрофлоксацин                                            |
| (S02AA16) | Офлоксацин                                                |
| (S02AA30) | Протиінфекційні препарати, комбінації                     |
| (S02B)    | Кортикостероїди                                           |
| (S02BA)   | Кортикостероїди                                           |
| (S02BA01) | Гідрокортизон                                             |
| (S02BA03) | Преднізолон                                               |
| (S02BA06) | Дексаметазон                                              |
| (S02BA07) | Бетаметазон                                               |
| (S02BA08) | Флуоцинолона ацетонід                                     |
| (S02C)    | Кортикостероїди та протиінфекційні препарати в комбінації |
| (S02CA)   | Кортикостероїди та протиінфекційні препарати в комбінації |
| (S02CA01) | Преднізолон та протиінфекційні препарати                  |
| (S02CA02) | Флуметасон та протиінфекційні препарати                   |
| (S02CA03) | Гідрокортизон та протиінфекційні препарати                |
| (S02CA04) | Триамцинолон та протиінфекційні препарати                 |
| (S02CA05) | Флуоцинолона ацетонід та протиінфекційні препарати        |
| (S02CA06) | Дексаметазон та протиінфекційні препарати                 |
| (S02CA07) | Флудрокортизон та протиінфекційні препарати               |
| (S02D)    | Інші отологічні препарати                                 |
| (S02DA)   | Анальгетики та анестетики                                 |
| (S02DA01) | Лідокаїн                                                  |
| (S02DA02) | Кокаїн                                                    |
| (S02DA03) | Феназон                                                   |
| (S02DA04) | Цинхокаїн                                                 |
| (S02DA30) | Комбінації                                                |
| (S02DC)   | Нейтральний препарати                                     |

### (S03) Офтальмологічні та отологічні препарати
| (S03A)    | Протиінфекційні препарати                                 |
| (S03AA)   | Протиінфекційні препарати                                 |
| (S03AA01) | Неоміцин                                                  |
| (S03AA02) | Тетрациклін                                               |
| (S03AA03) | Поліміксин B                                              |
| (S03AA04) | Хлоргексідин                                              |
| (S03AA05) | Гексамідин                                                |
| (S03AA06) | Гентаміцин                                                |
| (S03AA07) | Ципрофлоксацин                                            |
| (S03AA08) | Хлорамфенікол                                             |
| (S03AA30) | Протиінфекційні препарати, комбінації                     |
| (S03B)    | Кортикостероїди                                           |
| (S03BA)   | Кортикостероїди                                           |
| (S03BA01) | Дексаметазон                                              |
| (S03BA02) | Преднізолон                                               |
| (S03BA03) | Бетаметазон                                               |
| (S03C)    | Кортикостероїди та протиінфекційні препарати в комбінації |
| (S03CA)   | Кортикостероїди та протиінфекційні препарати в комбінації |
| (S03CA01) | Дексаметазон та протиінфекційні препарати                 |
| (S03CA02) | Преднізолон та протиінфекційні препарати                  |
| (S03CA04) | Гідрокортизон та протиінфекційні препарати                |
| (S03CA05) | Флудрокортизон та протиінфекційні препарати               |
| (S03CA06) | Бетаметазон та протиінфекційні препарати                  |
| (S03D)    | Інші офтальмологічні та отологічні препарати              |